# Serranía esteparia

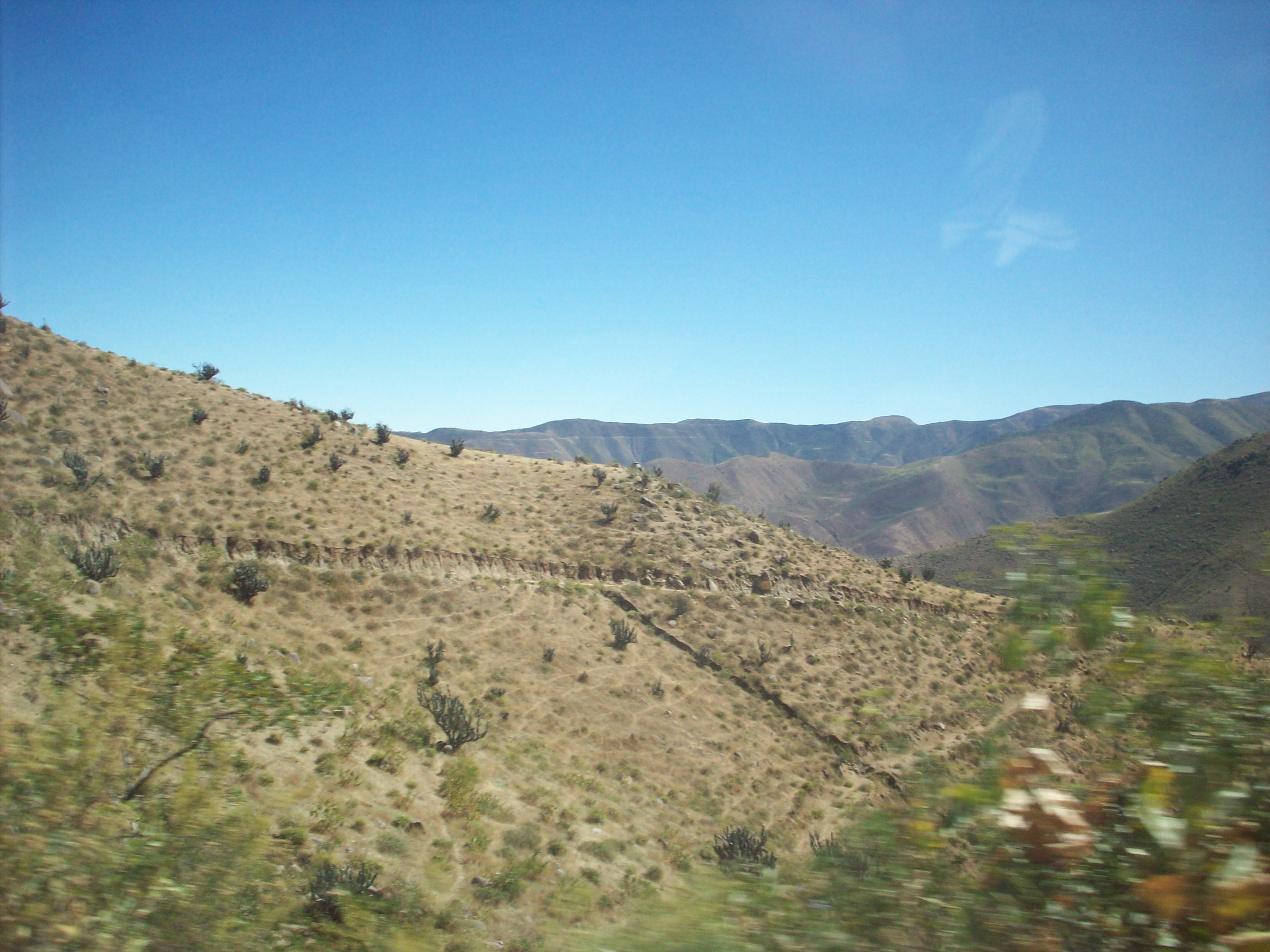
Vegetación de Serranía esteparia en la localidad de Ocaña, Perú.

Serranía esteparia es una ecorregión o ecosistema del Perú. Se encuentra en la vertiente occidental de los Andes peruanos, desde La Libertad hasta Tacna en el extremo sur del país. Presenta un clima semiárido y está constituida principalmente por estepas de montaña, además de vegetación xerófila como el matorral, arbustos y bosque seco ralo.
Limita al norte con el Bosque seco ecuatorial, al oeste con el Desierto costero de Perú y al este con la Puna. Al sur tiene continuidad con los Andes estepáricos chilenos.
Tal como lo demuestra o presenta Antonio Brack Egg constituye una ecorregión bien definida del Perú, sin embargo para WWF forma parte del Desierto de Atacama-Sechura.

## Clima y relieve
Tiene un clima estepario (semiárido templado), estacional, soleado, con aire seco y de templado a frío. Las lluvias se presentan esporádicas de diciembre a marzo, por lo que la mayor parte del año se torna muy árido. Su altitud aproximada va desde los 1000 o 2000 m s. n. m. hasta los 3800 m s. n. m., por lo que es variada la temperatura y humedad promedio, las cuales oscilan de 20 °C a 0 °C según la altitud y de menos de 500 hasta 700 mm de precipitación. 
El relieve es abrupto, con ríos torrentosos, quebradas, cañones profundos, contrafuertes andinos (cordilleras perpendiculares a la costa) y escasas planicies.

## Flora y fauna
-Predomina la vegetación herbácea de estepa (gramíneas y pajonales), que va acompañada de vegetación xerófita de suculentas como las cactáceas espinosas y las bromeliáceas. La vegetación va aumentando con la altura, sumándose a lo anterior arbustos y bosque seco.
En la Serranía esteparia encontramos al puma, venado gris; auquénidos, gato montés, vizcacha, zorrino o añás y zorro andino. En sus cielos abundan las aves: picaflores, águilas y halcones, loros y pericos, además de una gran variedad de pequeños pajarillos de semillas y el zorro colorado.

Las principales formaciones vegetales que existen en la Serranía Esteparia son:
. El semidesierto, con achupallas, cactáceas, gramíneas y árboles como el huarango.
. La estepa baja,  con árboles como el mito, arbustos como el huanarpo, cactáceas y bromeliáceas.
. La estepa media, con bosques ralos y zonas peñascosas cubiertas de bromelias y cactáceas.
. La estepa alta, con gramíneas, pajonales y arbustos diversos, especialmente el tarwi o chocho.
Las especies más representativas de la Serranía Esteparia son:
- Aves :	- Aguilucho grande, Cernícalo Americano, Cóndor Andino.
  - Cotorra de Wagler, Perico Andino.
  - Urcututu Occidental, Paca Paca, Lechuza enana.
  - Vencejo Andino, Colibrí Azul, Picaflor Gigante, Picaflor Rojizo Andino, Picaflor de Carol, Picaflor Negro, Colivioleta de Garganta Verde.
  - Bandurrita Cordillerana, Churrete Cordillerano, Tijeral Peruano, Colaespina de Mejilla Lineada, Canastero Peruano.
  - Cotinga de Cara Blanca, Cotinga de Cresta Roja.
  - Chifla Perro, Dormilonas, Pitajos.
  - Mielerito Gris, Mielero Carbonado.
  - Perdiz Serrana, Pato de los Torrentes, Torcaza Americana, Chiguanco, Carpintero Peruano, Mirlo Acuático Sudamericano.
- Mamíferos :	
  - - Guanaco, Venado de Cola Blanca, Alpaca, Llama.
  - Marmosa elegante.
  - Ratón Orejón de Darwin, Ratón Orejón Maestro, Ratón Orejón Amigo, Ratón de Berlepschi, Vizcacha.
  - Zorro Colorado, Zorrino, Gato Andino, Puma.
- Reptiles :	
  - Jergón.
- Anfibios :	
  - Rana del Rímac.

## Áreas Naturales Protegidas
- Reserva Nacional de Salinas y Aguada Blanca
- Reserva paisajística Subcuenca del Cotahuasi
- Zona reservada Cordillera Huayhuash